# Eleutherodactylus inoptatus
Eleutherodactylus inoptatus — вид земноводних з роду Листкова жаба родини Листкові жаби.

## Опис
Загальна довжина досягає 7—8,1 см. Спостерігається статевий диморфізм: самиця більші за самця. Голова невелика. Морда дуже коротка. Очі доволі великі з горизонтальними зіницями. Забарвлення сірувато-коричнювате. Голос цієї жаби нагадує гавкіт собаки.

## Спосіб життя
Полюбляє субтропічні та тропічні млисті ліси, плантації, особливо кавові та бананові, гірську місцину. зустрічається на висоті до 1697 м над рівнем моря. Активна вночі. Живиться безхребетними середнього розміру.
Самиця відкладає яйця у захищених місцях на землі. Відрізняються прямим розвитком жабенят, без стадії пуголовок.

## Розповсюдження
Мешкає на острові Гаїті.